# Иммигрант (фильм, 1917)
«Иммигрант» (англ. The Immigrant, другие названия — Broke / A Modern Columbus / Hello, U.S.A. / The New World) — немой короткометражный кинофильм, снятый Чарли Чаплином по контракту с компанией Mutual. Премьера фильма состоялась 17 июня 1917 года.
В 1998 году фильм был занесён в Национальный реестр фильмов.

## Сюжет

Пинок иммиграционному офицеру. Кадр из фильма.

Эдна, её мать и Бродяга иммигрируют в Нью-Йорк на пароходе. Бродяга и Эдна знакомятся во время обеда.
Бродяга играет в кости с пассажирами корабля. Он выигрывает. Один из игроков крадёт деньги у больной матери Эдны. И эти деньги он проигрывает Бродяге. Эдна обнаруживает, что их деньги украдены. Бродяга отдаёт ей все выигранные деньги.
Пароход прибывает в Нью-Йорк. Иммиграционные службы начинают проверку документов у пассажиров. Выход с палубы перекрывают верёвкой, людей грубо отталкивают. Приходит иммиграционный офицер и грубо толкает Бродягу, тот пинает его в зад.
Позже голодный Бродяга бродит по улицам города. Он хочет есть, но у него нет денег. Он находит монету перед рестораном, кладёт её в карман и заходит в ресторан. Но в его кармане дыра, и монета остаётся на улице. В ресторане он заказывает еду и видит там Эдну. Она плачет — у неё умерла мать. Бродяга зовёт её за свой стол и тоже заказывает ей бобы. Но у неё нет денег. Пятеро официантов ногами избивают напившегося посетителя прямо в зале. Огромный официант (в его роли Эрик Кэмпбелл) бьёт посетителя по лицу и выбрасывает его из ресторана. «Что случилось?» — спрашивает Бродяга. «У него не хватило 10 центов», — отвечает один из официантов. В это время за столик Бродяги и Эдны садится великодушный художник. Он хочет дать им работу. Художник расплачивается за свой заказ и оставляет чаевые. Этих чаевых хватает, чтобы Бродяга расплатился за свой заказ.
Бродяга ведёт Эдну в мэрию, чтобы заключить брак.

## В ролях
- Чарли Чаплин — Бродяга-иммигрант
- Эдна Пёрвиэнс — девушка-иммигрантка
- Китти Брэдбери — мать девушки
- Эрик Кэмпбелл — главный официант
- Альберт Остин — обедающий / иммигрант, страдающий морской болезнью
- Генри Бергман — художник / толстая иммигрантка
- Фрэнк Дж. Коулмэн — иммигрант-мошенник / менеджер ресторана
- Джон Рэнд — избитый посетитель ресторана / корабельный офицер
- Джеймс Т. Келли — посетитель ресторана / корабельный офицер
- Лойал Андервуд — иммигрант-коротышка
- Том Уилсон — иммигрант-игрок
- Том Харингтон — регистратор в мэрии
- Уильям Гиллеспи — скрипач в ресторане
- Джанетт Миллер Салли — иммигрантка

## Производство
В британском телефильме «Неизвестный Чаплин» (1983) были представлены сохранившиеся рабочие дубли фильма «Иммигрант», показывающие, как менялся авторский замысел в процессе съёмки фильма.

## Реакция
Как и многие современные ему американские фильмы, «Иммигрант» подвергся цензурным сокращениям.
Чикагский комитет цензоров потребовал вырезать два фрагмента фильма — эпизод с кражей денег и «оскорбительную» сцену с ударом по лицу.
Сцена, в которой Бродяга пинает в зад офицера иммиграционной службы, была использована в качестве улики в деле против Чаплина, заведённом Комиссией по расследованию антиамериканской деятельности.
В 1927 году Луи Арагон писал про этот фильм: «Мы будем вспоминать трагическое зрелище пронумерованных, как скот, пассажиров третьего класса на палубе судна, которое привезло Чарли в Америку; грубость представителей власти, циничное разглядывание эмигрантов, грязные руки, касающиеся женщин под бесстрастным взглядом Статуи Свободы, озаряющей мир. Что же освещает своим факелом эта Свобода во всех фильмах Чаплина? Зловещую тень полисмена, мучителя бедняков…».
Сам Чаплин писал про картину, что она растрогала его больше любого другого снятого им фильма.

## Релиз на видео
В начале 1990-х годов фильм был выпущен на Laserdisc компанией «Image Entertainment». В 1997 году фильм был выпущен на VHS компанией «Madacy Entertainment». В 2000 году фильм был выпущен на DVD компанией «Koch Vision».
В 2001 году в России фильм был выпущен с русскими субтитрами студией «Интеракт» и компанией «Видеочас» на видеокассетах VHS вместе с короткометражным фильмом «Искатель приключений».